# Consentement royal
Pour les articles homonymes, voir Consentement.
Dans les royaumes du Commonwealth, le consentement de la reine (ou le consentement du roi lorsque le monarque est un homme, ou le consentement royal au Canada) est requis pour que le législateur puisse débattre d'un projet de loi affectant les prérogatives ou les intérêts (revenus héréditaires, biens personnels, ou d'autres intérêts) de la Couronne concernée. Au Royaume-Uni, cela s'étend aux questions concernant le duché de Lancastre et le duché de Cornouailles ; pour ce dernier, le consentement du prince doit également être obtenu . Le Parlement écossais est soumis à la même exigence de consentement .

## Lois concernées
Les projets de loi touchant la prérogative royale et les biens personnels et les «intérêts personnels» du monarque nécessitent le consentement de la reine .
Au Canada, aucune loi du Parlement ne lie le monarque ou ses droits à moins que la loi ne le dispose . Le consentement de la reine (ou consentement royal) est généralement accordé par le gouverneur général au nom du souverain  et spécialement communiqué au parlement. En règle générale, cependant, il est exprimé par un ministre de la Couronne canadienne.
Au Royaume-Uni, outre les projets de loi qui affectent la prérogative, les projets de loi affectant les revenus héréditaires du duché de Lancastre ou du duché de Cornouailles nécessitent le consentement de la reine . Les projets de loi affectant ce dernier nécessitent également le consentement du Prince de Galles en sa qualité de duc de Cornouailles. Dans certaines circonstances, comme pour la House of Lords Act 1999, le consentement du prince de Galles, en sa qualité de comte de Chester ou de prince et grand intendant d'Écosse, doit également être obtenu lorsqu'un projet de loi affecte ses intérêts ,. En 1993, le consentement de la reine et le consentement du prince étaient requis à l'égard de la mesure de 1993 relative aux prêtres (ordination des femmes) qui permettait l' ordination des femmes dans l'Église d'Angleterre .
Le Bureau du conseiller parlementaire produit des directives sur la nécessité du consentement de la reine ou du prince et sur les procédures qui y sont associées .

## Effet sur les travaux parlementaires
Le consentement est généralement signifié dans l'une (dans les assemblées législatives monocamérales) ou dans les deux chambres (dans les assemblées législatives bicamérales) du parlement, en deuxième ou en troisième lecture, par un conseiller privé et est consigné dans le hansard. Lorsqu'un projet de loi susceptible d'affecter la prérogative royale ou les intérêts privés de la couronne est parrainé par le cabinet (comme c'est le cas pour la plupart des projets de loi examinés par le Parlement), le département parrainant le projet de loi doit écrire au palais en donnant le plus de temps possible, mais jamais moins de 14 jours avant que le projet de loi ne soit présenté au Parlement . Au parlement écossais, le consentement est signifié par un membre du gouvernement écossais . Au Parlement canadien, le consentement royal ne peut être signifié que dans une seule chambre législative.
Si le consentement est requis mais non signifié, un projet de loi ne peut plus avancer devant le Parlement. Si un projet de loi est autorisé par erreur à progresser même si le consentement requis n'a pas été signifié et que l'erreur est découverte avant que la Sanction royale n'ait été donnée, la procédure peut par la suite être déclarée nulle . Lorsqu'un projet de loi nécessite le consentement du prince et de l'intendant d'Écosse ou du duc de Rothesay, le parlement écossais ne peut débattre de la question de savoir si le projet de loi est adopté ou approuvé à moins qu'un tel consentement à ces dispositions n'ait été signifié par un membre de l'exécutif écossais . Une fois qu'un projet de loi est adopté par le Parlement et reçoit la sanction royale, il est considéré comme juridiquement valide par les tribunaux, indépendamment de toute lacune de la procédure parlementaire, conformément aux principes habituels du privilège parlementaire .

## Consentement accordé ou refusé sur avis du cabinet
Si le consentement de la reine est refusé, il l'est, selon les principes de la monarchie constitutionnelle et du gouvernement responsable, sur l'avis des ministres de la Couronne . Un porte-parole de la reine a déclaré en 2021, à la suite de critiques concernant la décision de la reine Elisabeth II, en 1973 discutant d'un projet de loi avec le gouvernement après notification selon la procédure de consentement, «le consentement de la reine est un processus parlementaire, avec le rôle de souverain purement formel. Le consentement est toujours accordé par le monarque à la demande du gouvernement. Toute affirmation selon laquelle le souverain a bloqué la législation est tout simplement incorrecte. " .
De même, le prince de Galles accorde et retient le consentement du prince sur l'avis des ministres britanniques du souverain, le duché de Cornouailles étant sous juridiction britannique . Aucun projet de loi affectant le duché de Cornouailles n'a été refusé par le souverain ou le duc de Cornouailles. Chaque octroi de consentement par le prince de Galles est une "question de notoriété publique" .
En 1999, la reine Elisabeth II, agissant sur les conseils de son cabinet britannique, refuse de signifier son consentement au Parlement du Royaume-Uni pour débattre du projet de loi sur l'action militaire contre l'Irak (approbation parlementaire), qui vise à transférer du souverain au parlement le pouvoir d'autoriser des frappes militaires contre l'Irak . Cela a empêché le débat sur le projet de loi. En 1988, le projet de loi sur le palais de Westminster (suppression de l'immunité de la Couronne) n'a pas pu être débattu au parlement britannique parce que le consentement de la reine a été refusé comme avec le projet de loi sur la réforme de la Chambre des lords en 1990.

## Vérification des lois selon la procédure de consentement
Alors que le site Web de la famille royale décrit le consentement comme "une convention établie de longue date" et qu'il est considéré comme un apparat inoffensif, le journal The Guardian trouve en 2021 des notes de service aux Archives nationales révélant que la notification préalable des projets de loi permet à la monarchie de faire pression pour des changements législatifs sans que le consentement réel ne soit invoqué. Les documents ont été examinés par Thomas Adams, spécialiste en droit constitutionnel à l'Université d'Oxford, qui déclare avoir révélé "le type d'influence sur la législation dont les lobbyistes ne feraient que rêver", ajoutant que l'existence de la procédure de consentement semble avoir donné au monarque une «influence substantielle» sur les projets de loi qui pourraient l’affecter. En 2021, plus de 1000 projets de loi avaient été examinés en secret par Élisabeth II ou le prince Charles avant d'être soumis au Parlement .
Le palais est connu pour avoir demandé des modifications aux projets de loi dans certains cas; on ne sait pas combien. À titre d'exemple, en 1973, lorsqu'un projet de loi sur les entreprises incorporant des mesures de transparence devait être présenté, après avoir reçu un préavis comme l'exige la procédure de consentement, l'avocat de la reine et le département du commerce ont convenu d'une exception pour les chefs d'État. Cela a permis à la reine d'éviter d'avoir à divulguer son patrimoine . Le consentement n'était pas nécessaire pour le projet de loi tel qu'il a finalement été présenté .
Le palais de Buckingham a répondu à l'article du Guardian en déclarant que le consentement était toujours accordé sur demande et que la législation n'était jamais bloquée, sans commenter la vérification .

## Lien avec la sanction royale
Le consentement de la reine et le consentement du prince sont distincts de la sanction royale . La sanction royale est accordée après qu'un projet de loi ait été adopté par le Parlement, tandis que le consentement de la reine et le consentement du prince, le cas échéant, sont accordés avant que le Parlement ait débattu ou voté pour adopter un projet de loi. La sanction royale est également requise pour toutes les lois, tandis que le consentement de la reine et le consentement du prince ne sont requis que pour les lois touchant des sujets spécifiques. La sanction royale fait partie de la constitution (non écrite) et relève de la prérogative royale, tandis que le consentement de la reine et le consentement du prince sont des règles de procédure parlementaires internes qui pourraient, en principe, être supprimées par le Parlement.